# 马蒂亚斯·布雷梅
马蒂亚斯·布雷梅（德語：Matthias Brehme，1943年2月7日—），德国退役男子竞技体操运动员。他曾代表东德获得1968年和1972年夏季奥运会体操比赛男子团体全能铜牌。